# 韓國造幣公社
韓國造幣公社（：／ Hangug jopye gongsa */?，簡稱），是韓國负责印刷与铸造纸币、硬币、以及其他政府文件的國有企業。其總部位于大田广域市。其亦为其它通货铸造硬币。

## 产品
韓國造幣公社的主要工作是印刷与铸造韩国的货币。目前1000、5000、10000、50000韩元的纸币与1、5、10、50、100、500韩元的硬币是由韓國造幣公社印钞造币厂生产的。另外，全部的韩国支票、邮票和护照的印製也是由韓國造幣公社負責。

## 外部連結
- 韓國造幣公社 （页面存档备份，存于）（英文）